# موج سرمای ژانویه ۲۰۱۷ اروپا
موج سرمای ژانویه ۲۰۱۷ اروپا یک دوره سرمای بی‌سابقه بود که منجر به کشته شدن ۶۰ نفر در مرکز و خاور اروپا شد. در بعضی از مناطق حرکت کشتی‌ها و پروازهای هواپیمایی به تاخیر افتاد و همچنین موجب به وجودآمدن اختلال‌های اساسی در تأمین برق و سایر زیر ساخت‌های اصلی شد.

## رکوردهای دمایی
طبق گزارش‌ها ۷ جنوری سردترین کریسمس ارتودوکس در مسکو طی ۱۲۰ سال اخیر بوده‌است  و دمای ثبت شده برای این روز منفی ۲۹٫۹ درجه سانتی‌گراد است.